# Dézna
Dézna (románul Dezna) falu Romániában, Arad megyében.

## Fekvése
Borossebestől 10 km-re északkeletre, a Béli-hegység lábánál fekszik.

## Nevének eredete
Neve a szláv desna (= jobb oldali folyó) főnévből származik.

## Története
Várát, illetve várnagyát 1318-ban Deznye, 1340-ben Dezne, 1619-ben Deszni, magát a települést 1601-ben Dezna, 1619-ben Deszny, 1808-ban Deszna alakban említik. A vár 1317-től Zaránd vármegyei királyi vár és uradalmi központ volt, 1387 és 1552 között a Losonczy család birtoka. 1566-tól, Borosjenő eleste után végvár, majd 1574 és 1596 között török kézen volt. Őrsége 1658-ban feladta a törököknek, majd az 1693-as császári ostromkor rommá vált. Az alatta fekvő település a 17–19. században mezőváros. 1732-ben Rajnald modenai herceg birtokába került. Környékén a 18. században már folyt vasérckitermelés. Az ortodox egyház iskoláját 1789-ben alapították, a század végén Vályi András román lakosságúnak írta. 1802-től a Török, majd a Wenckheim családé lett. 1828-ban 758 lakosa volt. 1833-ban évi három országos vásár tartására nyert szabadalmat, amelyeken főként sertést és ökröt árultak. Az 1840-es évek elején egy angol cég öntödét és vashámorokat létesített Restyirátán, a Béli-hegységben, Zúgó felett három kilométerre. A hámorok mellé magyarokat és felvidéki szlovákokat telepítettek, de a faluból is sokan jártak fel dolgozni. A hámorok termékeit többek között Arad, Szeged, Nagyvárad, Kolozsvár és Marosvásárhely piacain értékesítették. A munkástelep mellé Török József magyar nyelvű, római katolikus iskolát létesített. 1848–49-ben ágyúgolyókat öntöttek itt. 1882–85-ben 64–83, német és román munkás dolgozott a vasgyárban. A 19. század végén évi 560 tonna nyersvasat termelt. 1900-ban felszámolták. Az itteni várkertből terjedt el a sikulai alma. Ebből és a nagy területen termő szilvából pálinkát főztek. A Wenckheim-birtokon működött az akkori Magyarország egyik első modern halgazdasága. A falu fölött, a patak mentén ma is vannak halastavak, mellettük halvendéglő üzemel. A faluban neuromotoros rehabilitációs intézet működik.
1880-ban 1048 lakosából 773 volt román, 161 magyar, 54 szlovák, 12 német és 48 egyéb anyanyelvű; 753 ortodox, 246 római katolikus, 21 zsidó és 20 evangélikus vallású volt.
2002-ben 910 lakosából 895 volt román nemzetiségű; 792 ortodox, 71 baptista és 37 pünkösdi vallású.

## Látnivalók

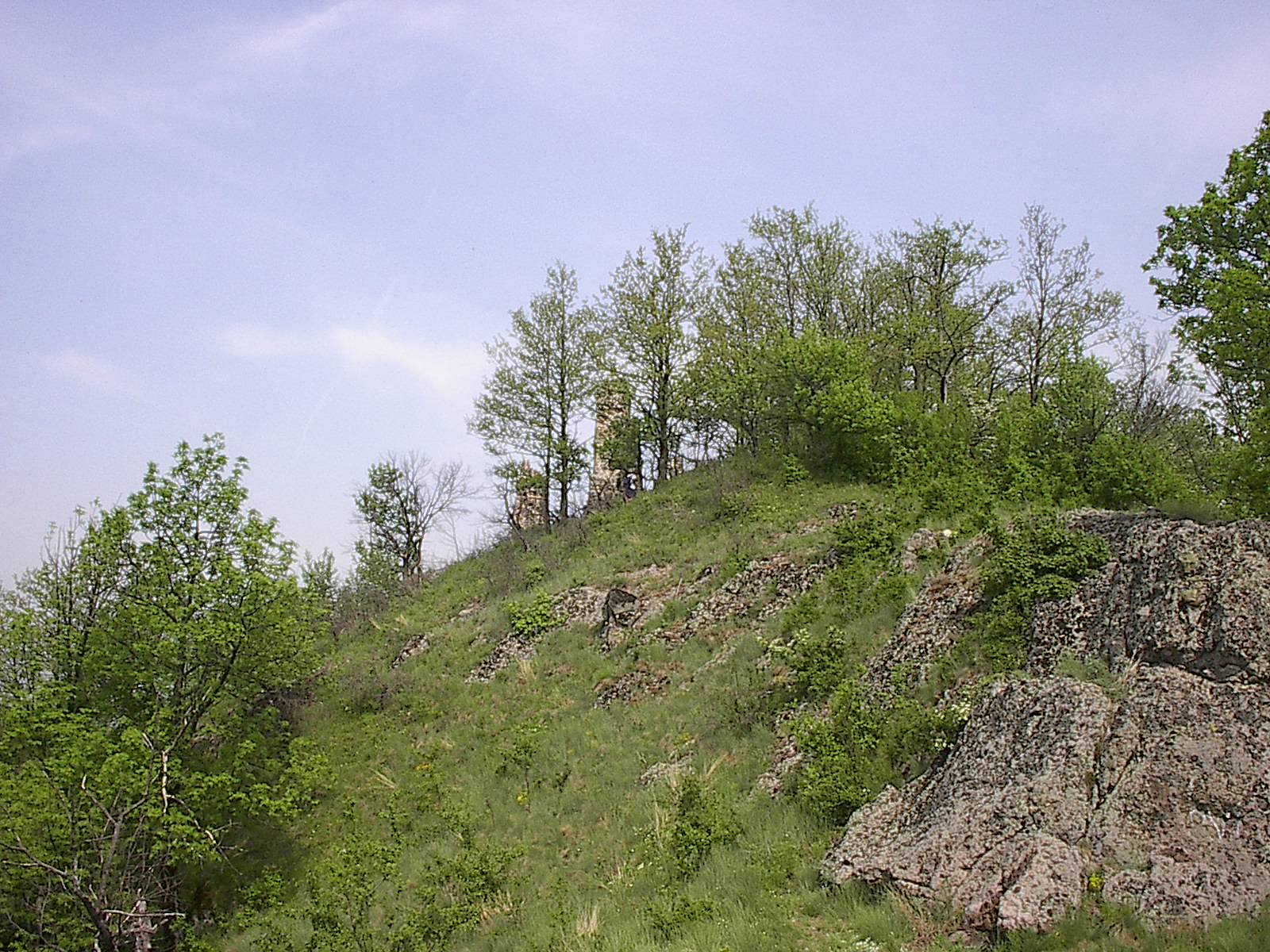
A déznai vár

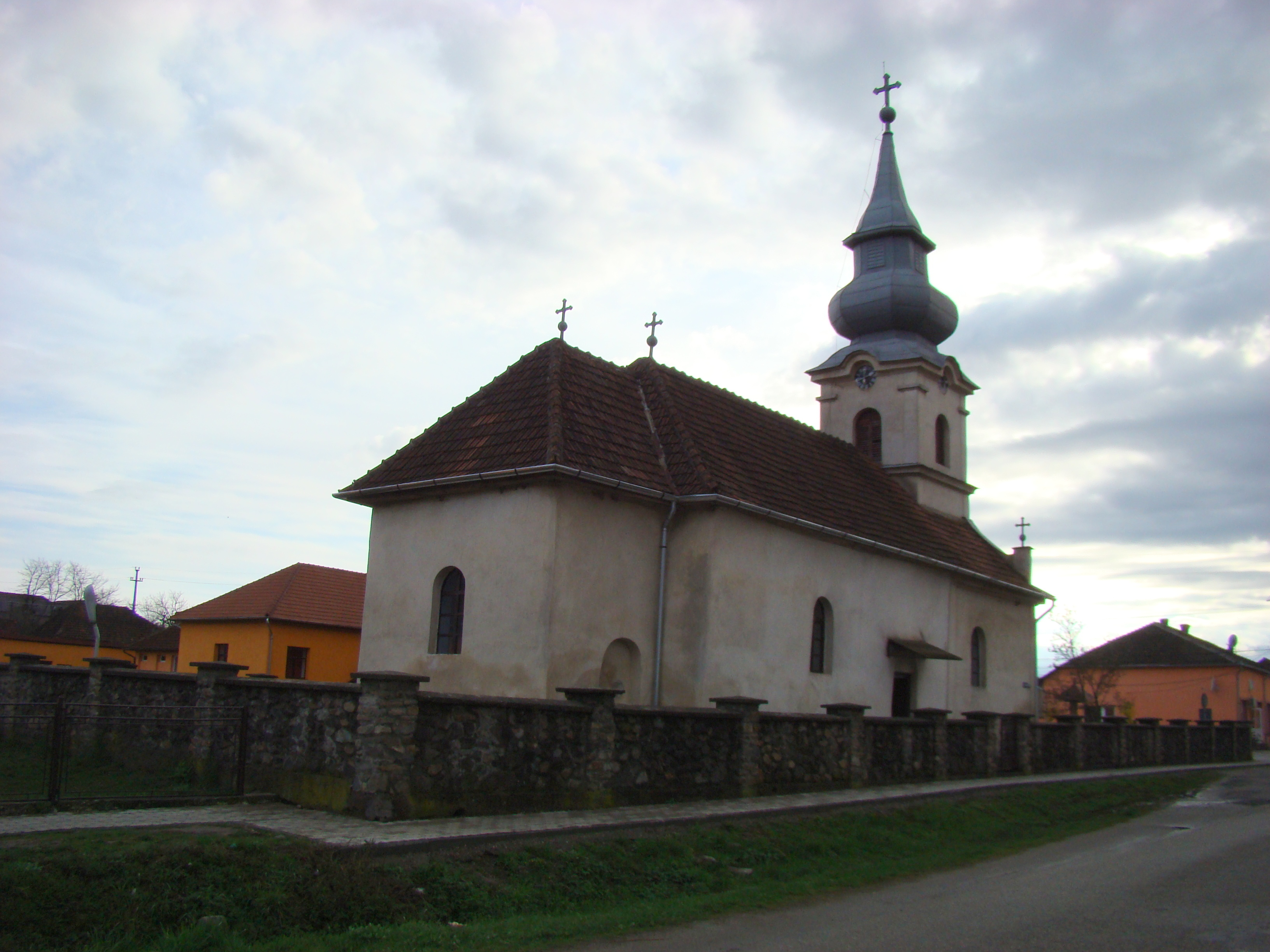
Az ortodox templom

- A felette emelkedő 389 m magas hegyen Dézna (a középkorban Desznye) várának romjai.
- Az egykori Restyirátán egy 1861-ben épült, akkor tizenegy méter magas olvasztókemence romjai.
- A 19. század első felében épült klasszicista Wenckheim-kastély gyermeküdülőként működik.
- Ortodox temploma a 18. században épült. A helyi szájhagyomány szerint egy korábbi katolikus templom állt a helyén.[4]
- A Wenckheim család kriptája a Zúgó völgyében, növényzettel sűrűn benőve. 1861-ben épült, a második világháború idején mind a harminc fülkéjét kirabolták.[5]

## Képek

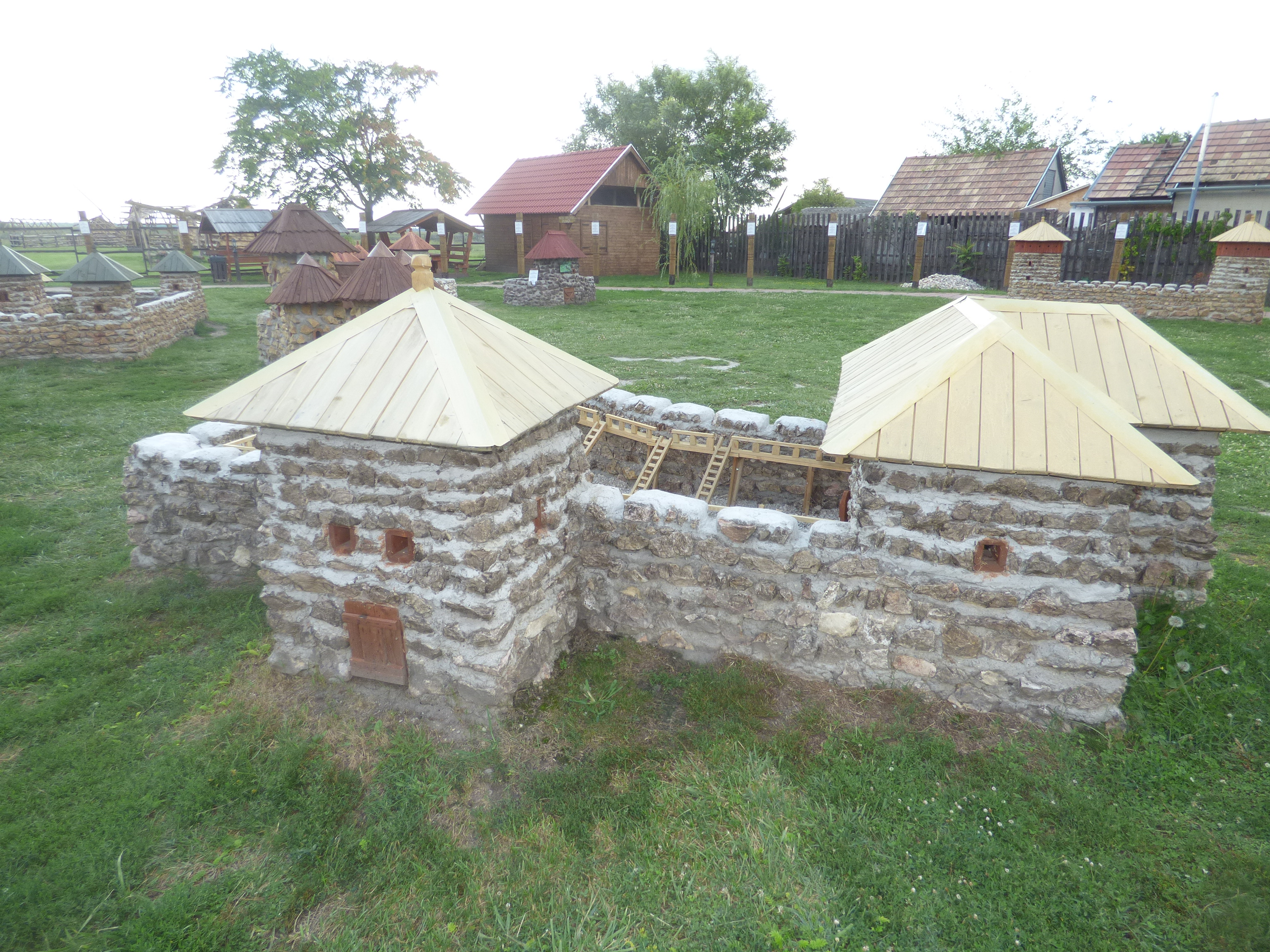
Várának makettje a dinnyési Várparkban
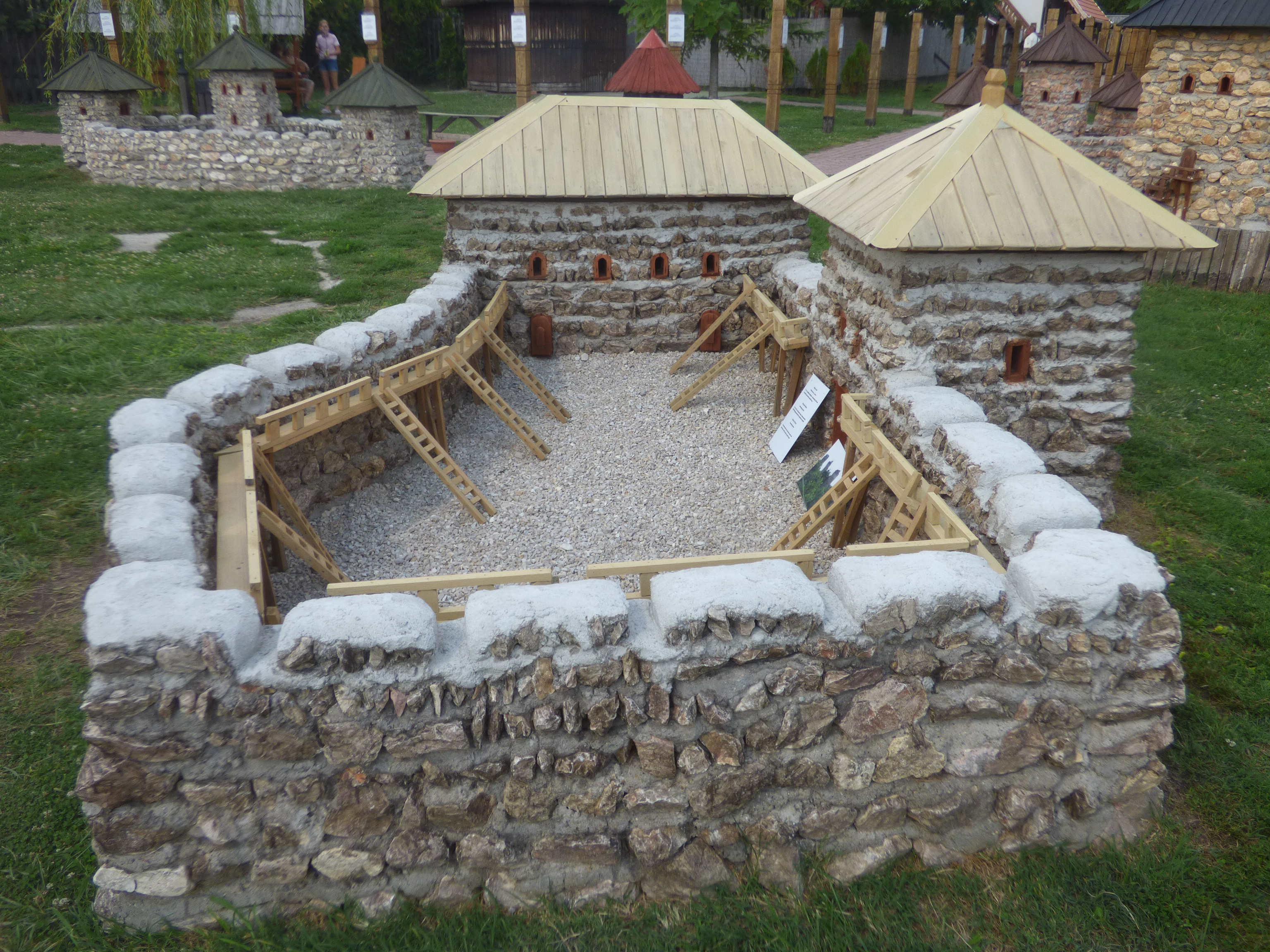